# Nocowiórek
Nocowiórek (Biswamoyopterus) – rodzaj gryzоni z podrodziny wiewiórek (Sciurinae) w obrębie rodziny wiewiórkowatych (Sciuridae).

## Rozmieszczenie geograficzne
Rodzaj obejmuje gatunki występujące w Indiach, Laosie i południowo-zachodniej Chińskiej Republice Ludowej.

## Morfologia
Długość ciała (bez ogona) 405–460 mm, długość ogona 605–620 mm; masa ciała 1,8 kg.

## Systematyka
Rodzaj zdefiniował w 1981 roku indyjski zoolog Subhendu Sekhar Saha  w artykule zatytułowanym Nowy rodzaj i nowy gatunek polatuchy (Mammalia: Rodentia: Sciuridae) z północno-zachodnich Indii, opublikowanym w czasopiśmie „Bulletin of the Zoological Survey of India”. Gatunkiem typowym jest (oryginalne oznaczenie) nocowiórek latający (B. biswasi).

### Etymologia
Biswamoyopterus: Biswamoy Biswas (1923–1994), indyjski ornitolog, taksonom i działacz na rzecz ochrony przyrody; gr. πτερον pteron ‘skrzydło’.

### Podział systematyczny
Do rodzaju należą następujące gatunki:
| Grafika | Gatunek                        | Autor i rok opisu                                                                                | Nazwa zwyczajowa    | Podgatunki         | Rozmieszczenie geograficzne | Podstawowe wymiary                               | Status IUCN |
| ------- | ------------------------------ | ------------------------------------------------------------------------------------------------ | ------------------- | ------------------ | --- | ------------------------------------------------ | ----------- |
|         | Biswamoyopterus biswasi        | S.S. Saha, 1981                                                                                  | nocowiórek latający | gatunek monotypowy | endemit Indii: znany tylko z Parku Narodowego Namdapha (Arunachal Pradesh); być może północna Mjanma; zakres wysokości: 100–350 m n.p.m. | DC: około 40 cm DO: około 60 cm MC: brak danych  | CR          |
|         | Biswamoyopterus gaoligongensis | Li Quan, Li Xueyou, S.M. Jackson, Li Fei, Jiang Ming, Zhao Wei, Song Wenyu & Jiang Xuelong, 2019 |                     | gatunek monotypowy | endemit Chińskiej Republiki Ludowej: znany tylko z góry Gaoligong (Junnan)                                                               | DC: około 44 cm DO: około 52 cm MC: około 1,4 kg | NE          |
|         | Biswamoyopterus laoensis       | Sanamxay, Douangboubpha, Bumrungsri, Xayavong, Xayaphet, Satasook & P.J.J. Bates, 2013           |                     | gatunek monotypowy | endemit Laosu: zasięg nieznany; 2 osobniki zostały zakupione na targu w północnej i środkowej części kraju                               | DC: około 46 cm DO: około 62 cm MC: około 1,8 kg | DD          |

Kategorie IUCN:  CR  – gatunek krytycznie zagrożony,  DD  – gatunki o nieokreślonym stopniu zagrożenia;  NE  – gatunki niepoddane jeszcze ocenie.